# Spinvis (album)
Spinvis is het debuutalbum van Spinvis. In 2006 haalde het een gouden status. De single Bagagedrager bereikte in januari 2003 de tipparade en is tot op heden de enige single van Spinvis die tot zo'n hoogte kwam. Het nummer Smalfilm werd 2e bij de Song van het Jaar verkiezing 2002,
achter No One Knows van Queens Of The Stone Age. In 2007 kwam Voor ik vergeet voor het eerst in de Top 2000 waar het in 2012 de hoogste positie bereikte: 717.

## Tracklist
| 1. Bagagedrager                  | 6:14 |
| 2. Smalfilm                      | 4:02 |
| 3. Voor ik vergeet               | 4:25 |
| 4. Astronaut                     | 4:15 |
| 5. Ronnie gaat naar huis         | 4:41 |
| 6. In de staat van narcose       | 3:35 |
| 7. Mike Clark                    | 0:34 |
| 8. Herfst en Nieuwegein          | 3:51 |
| 9. Handige tante jongen met geld | 2:27 |
| 10. De talen van mijn tong       | 2:25 |
| 11. Leo's definitieve aquarium   | 1:01 |
| 12. Limonadeglazen Wodka         | 5:00 |
| 13. Regen en Patchoulli          | 4:03 |